# A480 (motorväg, Tyskland)

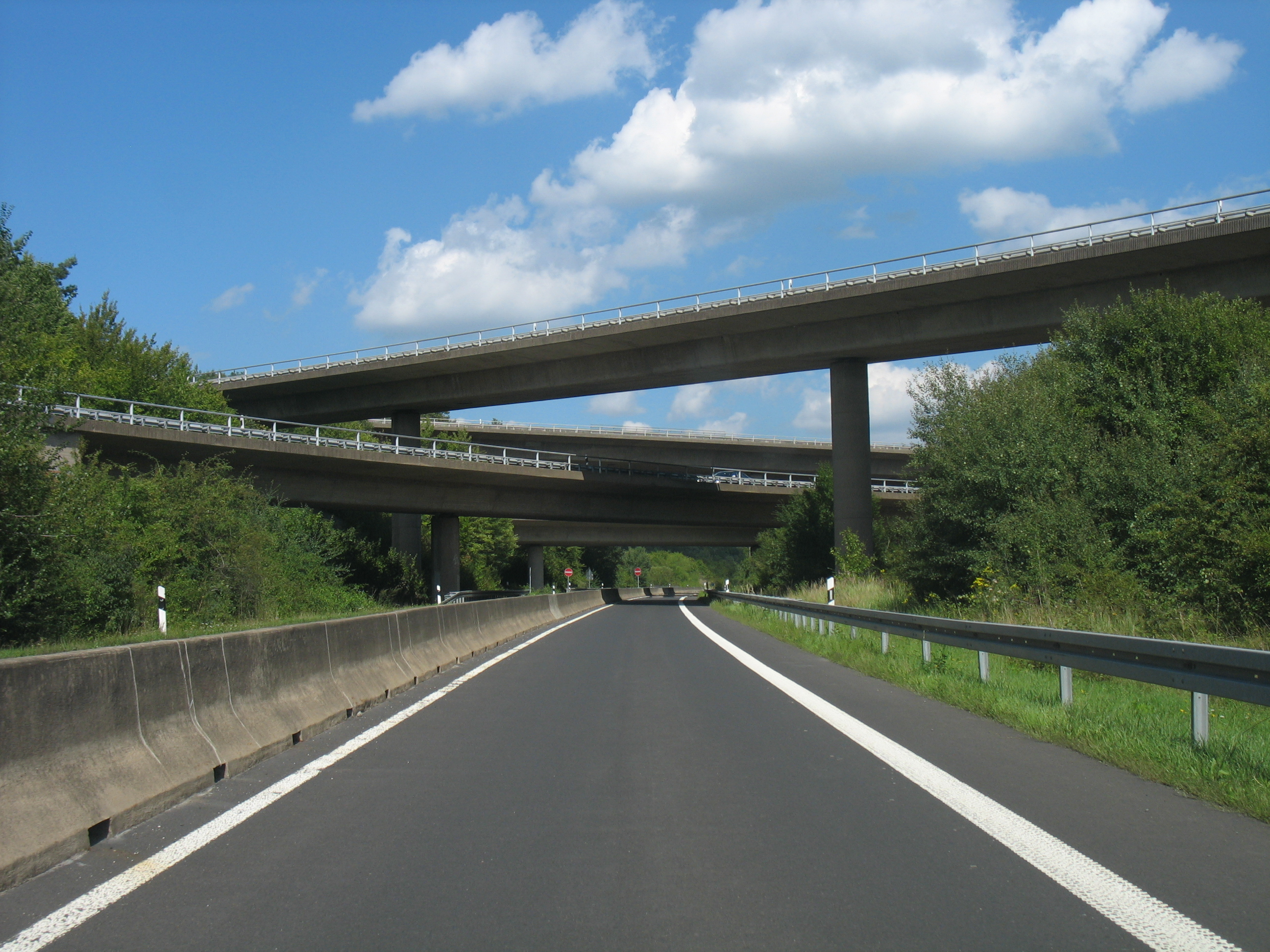
Vid "Wetzlarer Kreuz"

A480 är en motorväg i Tyskland vid Wetzlar i Hessen. Motorvägen går från Wetzlar-Nord till Wetzlar-Blasbach.

## Trafikplatser
|  | Nr | Skyltning                            |
|  | 1  | Aßlar                                |
|  |    | Dillbrücke (260 m)                   |
|  | 2  | Wetzlar (Fyrvägskorsning)            |
|  |    | Wetzlar-Blasbach (Provisorisk)       |
|  | 3  | Wettenberg                           |
|  |    | Silbersee/Gleiberger Land            |
|  |    | Lahnbrücke                           |
|  |    | Gießener Nordkreuz (Fyrvägskorsning) |
|  |    | Krebsbachtalbrücke                   |
|  | 5  | Reiskirchener (T-Korsning)           |